# Фри, Уорлд Би
Уорлд Би Фри (англ. World B. Free, имя при рождении — Ллойд Бернард Фри (англ. Lloyd Bernard Free); 9 декабря 1953 года Атланта, штат Джорджия, США) — американский профессиональный баскетболист, который выступал в  Национальной баскетбольной ассоциации. Играл преимущественно на позиции атакующего защитника, а также разыгрывающего.

## Ранние годы и колледж
Ллойд учился в высшей школе Канарси, что в Бруклине (штат Нью-Йорк). После её окончания он поступил в Гилфордский колледж (штат Северная Каролина), в котором учился на спортивной стипендии. За студенческую баскетбольную команду он выступал вместе с Эм Эл Карром, который проводил последний сезон перед драфтом. Вместе они помогли команде выиграть национальный чемпионат NAIA, а Фри был назван Самым ценным игроком турнира. За все три года он отлично себя проявил в качестве защитника в среднем набирая 23,6 очка и делая 6,5 подбора (статистика передач в то время ещё не велась) за игру.

## Профессиональная карьера
В итоге его на драфте НБА 1975 года выбирает команда «Филадельфия Севенти Сиксерс», которая также подписала свободного агента Джорджа Макгинниса. В первом сезоне в НБА Ллойд выполнял роль запасного разыгрывающего защитника, а команда впервые за пять лет пробилась в плей-офф, однако проиграла в первом раунде в решающей третьей игре с овертаймом с «Баффало Брейвз» в одно очко. В следующем игрок практически вдвое увеличил все показатели: 16,3 очка, 3 подбора и 3,4 передачи в среднем за игру. «Сиксерс» уже с подписанным из прекратившей существование АБА Джулиусом Ирвингом добираются до финала НБА, где им противостояли «Портленд Трэйл Блэйзерс». Выиграв две первые встречи, «Филадельфия» проиграла все следующие и свою первую финальную серию со времён Уилта Чемберлена. После своего третьего сезона в 1978 году команде Ллойд Фри был обменян в «Сан-Диего Клипперс» на право выбора последних в первом раунде 1984 года (Чарльз Баркли). Вместе с ним в «Клипперс» перебрался и тренер «Филадельфии» Джин Шу.
Именно в новой команде, которая переехала с Буффало и имела действующего MVP Матча всех звёзд Рэнди Смита Фри сразу стал лидером команды. «Сан-Диего» немного не хватило для того, чтобы выйти в плей-офф, а 28,8 очка (второй показатель в лиге), 3,9 подбора и 4,4 передачи в среднм за игру чемпионата позволили Фри впервые попасть в сборную всех звёзд НБА (вторую). Перед следующим сезоном «Клипперс» подписывают звезду НБА Билла Уолтона как свободного агента в компенсацию в виде Рэнди Смита, Кермита Вашингтона и право выбора в первом раунде следующего драфта. Но Уолтон в самом начале сезона получает тяжелейшую травму, которая выбивает его с игры на два года и команда без потенциального лидера не оправдала возложенных на неё ожиданий. Фри стал единственным игроком «Сан-Диего» набиравшим более 20-ти очков за игру и одним из двух в лиге набиравшим более 30-ти, а также был вызван на Матч всех звёзд (14 очков, 5 передач, 3 подбора и 1 блок-шот). Средние 30,2 очка стали высшим достижением в карьере баскетболиста, однако руководство решило обменять его в «Голден Стэйт Уорриорз» на Фила Смита и право выбора в первом раунде драфта 1984 года.
«Уорриорз» после провального сезона (24—58) не стали менять Эла Эттлза, а избавились от Роберта Пэриша и приобрели новую связку лидеров Кинг—Фри, которая и стала делать игру команды вместе с первым номером драфта 1980 года Джо Бэрри Кэрроллом. В двух подряд сезонах команда финишировала в шаге от плей-офф, причём в последнем её отделяла только одна победа. Фри в них набирал около 23 очков за игру и повысил количество передач до пяти. Именно в Калифорнии 8 декабря 1981 года он официально сменил первое имя на Уорлд, что в сочетании с фамилией и традиционной записью второго имени в виде первой буквы дало послание «Мир должен быть свободным» (англ. World B. Free). После 19 игр сезона 1982/83 Уорлд был обменян в «Кливленд Кавальерс» на Рона Брюера, где и провёл наибольшее количество сезонов в карьере. Несмотря на то, что команда с Фри выступала откровенно плохо лишь раз за четыре сезона пробившись в плей-офф, сам игрок во всех сезонах был самым результативным, порой набирая в некоторых играх более 40 очков. В сезоне 1986/87 Уорлд вернулся в Филадельфию, но по сравнению с прошлым сезоном в Кливленде (23,4 очка в среднем) выходил лишь со скамейки, а потом получил травму и следующий сезон начал уже в Американской баскетбольной лиге за «Майами Трипикс». С ними он выиграл чемпионство и был назван «Человеком года» (англ. Man of the Year). На следующий сезон в 34 года он подписывает годичный контракт с «Хьюстон Рокетс». Ни одной игры в старте не помешали Фри однажды набрать 37 очков за 31 минуту против «Сакраменто Кингз». После этого он завершает карьеру, однако в 1991 году возвращается на несколько игр в АБЛ.

## Статистика

### Статистика в НБА
| Сезон                                                                                    | Команда            | Регулярный сезон | Регулярный сезон | Регулярный сезон | Регулярный сезон | Регулярный сезон | Регулярный сезон | Регулярный сезон | Регулярный сезон | Регулярный сезон | Регулярный сезон | Регулярный сезон | Серия плей-офф | Серия плей-офф | Серия плей-офф | Серия плей-офф | Серия плей-офф | Серия плей-офф | Серия плей-офф | Серия плей-офф | Серия плей-офф | Серия плей-офф | Серия плей-офф |
| Сезон                                                                                    | Команда            | GP               | GS               | MPG              | FG%              | 3P%              | FT%              | RPG              | APG              | SPG              | BPG              | PPG              | GP             | GS             | MPG            | FG%            | 3P%            | FT%            | RPG            | APG            | SPG            | BPG            | PPG            |
| ---------------------------------------------------------------------------------------- | ------------------ | ---------------- | ---------------- | ---------------- | ---------------- | ---------------- | ---------------- | ---------------- | ---------------- | ---------------- | ---------------- | ---------------- | -------------- | -------------- | -------------- | -------------- | -------------- | -------------- | -------------- | -------------- | -------------- | -------------- | -------------- |
| 1975/76                                                                                  | Филадельфия        | 71               |                  | 15,8             | 44,8             |                  | 60,2             | 1,8              | 1,5              | 0,5              | 0,1              | 8,3              | 3              |                | 20,7           | 39,3           |                | 76,9           | 0,3            | 1,7            | 1,0            | 0,0            | 10,7           |
| 1976/77                                                                                  | Филадельфия        | 78               |                  | 28,9             | 45,7             |                  | 72,0             | 3,0              | 3,4              | 1,0              | 0,3              | 16,3             | 15             |                | 18,7           | 37,1           |                | 68,8           | 2,1            | 1,9            | 0,8            | 0,5            | 11,9           |
| 1977/78                                                                                  | Филадельфия        | 76               |                  | 27,0             | 45,5             |                  | 73,1             | 2,8              | 4,0              | 0,9              | 0,5              | 15,7             | 10             |                | 26,8           | 41,1           |                | 72,8           | 3,1            | 3,7            | 0,4            | 0,6            | 16,1           |
| 1978/79                                                                                  | Сан-Диего Клипперс | 78               |                  | 37,9             | 48,1             |                  | 75,6             | 3,9              | 4,4              | 1,4              | 0,4              | 28,8             | Не участвовал  | Не участвовал  | Не участвовал  | Не участвовал  | Не участвовал  | Не участвовал  | Не участвовал  | Не участвовал  | Не участвовал  | Не участвовал  | Не участвовал  |
| 1979/80                                                                                  | Сан-Диего Клипперс | 68               |                  | 38,0             | 47,4             | 36,0             | 75,3             | 3,5              | 4,2              | 1,2              | 0,5              | 30,2             | Не участвовал  | Не участвовал  | Не участвовал  | Не участвовал  | Не участвовал  | Не участвовал  | Не участвовал  | Не участвовал  | Не участвовал  | Не участвовал  | Не участвовал  |
| 1980/81                                                                                  | Голден Стэйт       | 65               |                  | 36,5             | 44,6             | 16,1             | 81,4             | 2,4              | 5,6              | 1,3              | 0,2              | 24,1             | Не участвовал  | Не участвовал  | Не участвовал  | Не участвовал  | Не участвовал  | Не участвовал  | Не участвовал  | Не участвовал  | Не участвовал  | Не участвовал  | Не участвовал  |
| 1981/82                                                                                  | Голден Стэйт       | 78               | 78               | 35,8             | 44,8             | 17,9             | 74,0             | 3,2              | 5,4              | 0,9              | 0,1              | 22,9             | Не участвовал  | Не участвовал  | Не участвовал  | Не участвовал  | Не участвовал  | Не участвовал  | Не участвовал  | Не участвовал  | Не участвовал  | Не участвовал  | Не участвовал  |
| 1982/83                                                                                  | Голден Стэйт       | 19               | 18               | 36,8             | 45,1             | 0,0              | 71,1             | 2,3              | 4,7              | 0,8              | 0,2              | 22,8             | Не участвовал  | Не участвовал  | Не участвовал  | Не участвовал  | Не участвовал  | Не участвовал  | Не участвовал  | Не участвовал  | Не участвовал  | Не участвовал  | Не участвовал  |
| 1982/83                                                                                  | Кливленд           | 54               | 51               | 35,9             | 45,8             | 35,7             | 74,7             | 2,9              | 3,7              | 1,5              | 0,2              | 24,2             | Не участвовал  | Не участвовал  | Не участвовал  | Не участвовал  | Не участвовал  | Не участвовал  | Не участвовал  | Не участвовал  | Не участвовал  | Не участвовал  | Не участвовал  |
| 1983/84                                                                                  | Кливленд           | 75               | 71               | 31,7             | 44,5             | 31,9             | 78,4             | 2,9              | 3,0              | 1,3              | 0,1              | 22,3             | Не участвовал  | Не участвовал  | Не участвовал  | Не участвовал  | Не участвовал  | Не участвовал  | Не участвовал  | Не участвовал  | Не участвовал  | Не участвовал  | Не участвовал  |
| 1984/85                                                                                  | Кливленд           | 71               | 50               | 31,7             | 45,9             | 36,8             | 74,9             | 3,0              | 4,5              | 1,1              | 0,2              | 22,5             | 4              | 4              | 37,5           | 44,1           | 0,0            | 92,0           | 2,5            | 7,8            | 1,5            | 0,0            | 26,3           |
| 1985/86                                                                                  | Кливленд           | 75               | 75               | 33,8             | 45,7             | 42,0             | 78,0             | 2,9              | 4,2              | 1,2              | 0,3              | 23,4             | Не участвовал  | Не участвовал  | Не участвовал  | Не участвовал  | Не участвовал  | Не участвовал  | Не участвовал  | Не участвовал  | Не участвовал  | Не участвовал  | Не участвовал  |
| 1986/87                                                                                  | Филадельфия        | 20               | 2                | 14,3             | 31,7             | 22,2             | 76,6             | 1,0              | 1,5              | 0,3              | 0,2              | 5,8              | Не участвовал  | Не участвовал  | Не участвовал  | Не участвовал  | Не участвовал  | Не участвовал  | Не участвовал  | Не участвовал  | Не участвовал  | Не участвовал  | Не участвовал  |
| 1987/88                                                                                  | Хьюстон            | 58               | 0                | 11,8             | 40,9             | 22,9             | 80,0             | 0,8              | 1,0              | 0,3              | 0,1              | 6,4              | 2              | 0              | 6,0            | 0,0            | 0,0            | -              | 1,0            | 0,5            | 0,0            | 0,0            | 0,0            |
|                                                                                          | Всего              | 886              | 345              | 30,4             | 45,6             | 33,7             | 75,3             | 2,7              | 3,7              | 1,0              | 0,3              | 20,3             | 34             | 4              | 22,7           | 39,8           | 0,0            | 74,0           | 2,2            | 3,0            | 0,7            | 0,4            | 14,0           |
| Наведите курсор мыши на аббревиатуры в заголовке таблицы, чтобы прочесть их расшифровку. |                    |                  |                  |                  |                  |                  |                  |                  |                  |                  |                  |                  |                |                |                |                |                |                |                |                |                |                |                |